# Memories of a Colour
Memories of a Colour — дебютный альбом шведской певицы Стины Норденстам, выпущенный 1991 году. Написание альбома допускается в двух вариантах (со словом colour или color) в соответствии с британским vs. американским вариантом орфографической нормы.

## Об альбоме
Песня «A Walk in the Park» была семплирована группой Crystal Castles и использована в композициях «Violet Dreams» и «Vietnam».
Рецензент Allmusic Калвин Хейс отметил, что песня «Another Story Girl» и баллада «I’ll Be Cryin' for You» в наибольшей степени отличаются коммерческим звучанием. От них отличаются по стилистике композиции «He Watches Her From Behind» и «Soon After Christmas», которые можно назвать скандинавскими вариациями на темы Кейт Буш.

## Список композиций
Все песни сочинены Стиной Норденстам.
1. «Memories of a Colour» — 4:45
2. «The Return of Alan Bean» — 6:28
3. «Another Story Girl» — 3:38
4. «His Song» — 7:17
5. «He Watches Her from Behind» — 3:03
6. «I’ll Be Cryin' for You» — 5:20
7. «Alone at Night» — 5:49
8. «Soon After Christmas» — 6:57
9. «A Walk in the Park» — 3:41

## Участники записи
| - Stina Nordenstam — вокал, клавишные - Mats Persson — перкуссия - Magnus Persson — перкуссия - André Ferarri — перкуссия - Rafael Sida — перкуссия - Christin Veltman — перкуссия - Christian Spering — перкуссия - Backa Hans Eriksson — бас-гитара - Max Schultz — бас-гитара - Ulf Janson — гитара - Henrik Janson — гитара, клавишные - Anders Persson — гитара, клавишные | - Johan Ekelund — клавишные - Johan Hörlén — клавишные - David Wilczewski — саксофон - Lasse Andersson — гитара, кифары - Per Hammarström — скрипка - Ronnie Sjökvist — скрипка - Anna Harju — альт - Kerstin Isaksson — виолончель - Katarina Wassenius — виолончель - Staffan Svensson — труба - Johan Ahlin — валторна - Jan Lejonclou — валторна |